# Favela di Babilonia

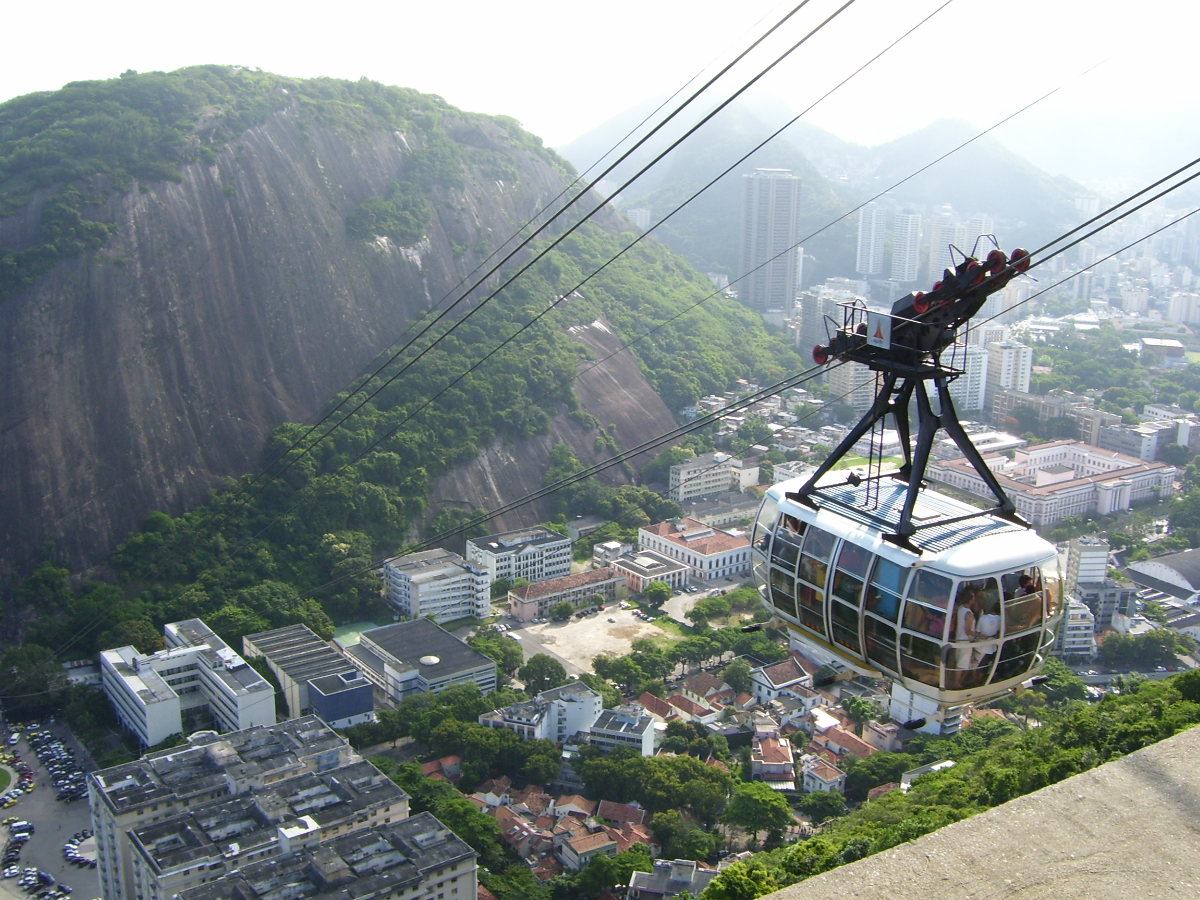
Sugarloaf teleferica con il Morro da Babilônia dietro.

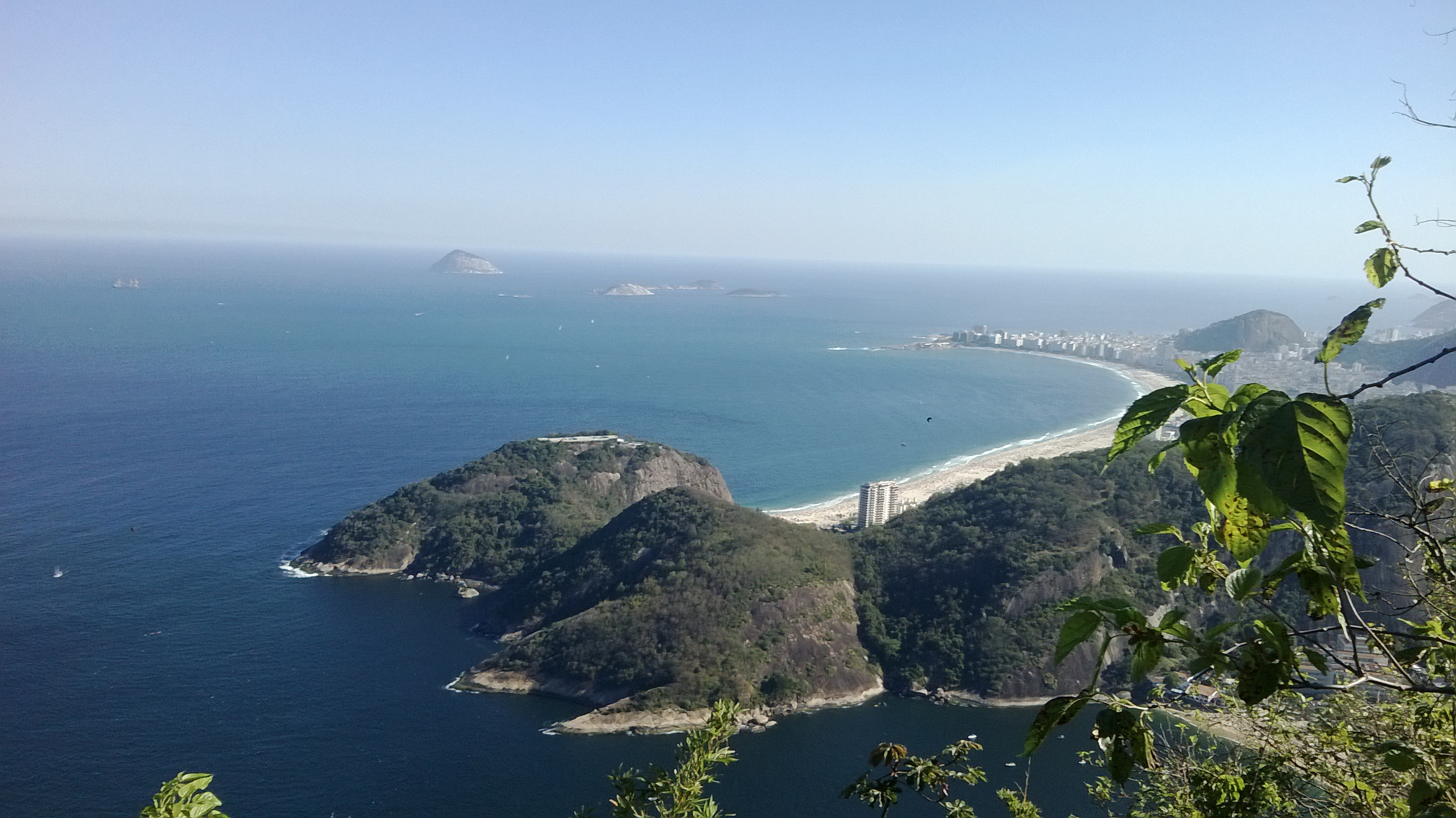
Al centro, Morro da Babilônia. Alle spalle, Leme e la spiaggia di Copacabana.

La Favela di Babilonia o in portoghese: Morro da Babilônia (ˈmoʁu dɐ babiˈlõniɐ, Collina di Babilonia) è una favela del quarteire di Leme di Rio de Janeiro in Brasile, costruita su una ripida cresta che separa la spiaggia di Copacabana da Botafogo. È anche un'area ambientale protetta.

## Babilônia nel cinema
Nel 1959 parte del film franco-brasiliano Orfeu Negro (1959) fu girato an Babilônia. il film vinse la Palma D'oro al Festival di Cannes dello stesso anno e l'Oscar per il miglior film straniero nel 1960.
Il film Tropa de Elite - Gli squadroni della morte (2007) racconta delle azioni di polizia a Babilonia nel 1997, prima della visita del Papa a Rio de Janeiro, quando la squadra d'élite del BOPE è assegnata ad eliminare i rischi dei trafficanti di droga nell'area.